# État de Libye
 (juin 2020).
Si vous disposez d'ouvrages ou d'articles de référence ou si vous connaissez des sites web de qualité traitant du thème abordé ici, merci de compléter l'article en donnant les références utiles à sa vérifiabilité et en les liant à la section « Notes et références ».
Depuis 2011
Entités précédentes :
- Jamahiriya arabe libyenne

La République libyenne, la Libye puis l'État de Libye sont les noms donnés au régime de la Libye durant sa période de transition qui dure depuis la mort de Mouammar Kadhafi en 2011.
Cette transition est marquée par l'affrontement de plusieurs gouvernements depuis les élections législatives de 2014.

## Histoire

### Fin du régime de Kadhafi
En février 2011, Mouammar Kadhafi est alors le chef d'État ou de gouvernement le plus ancien du monde arabe. La Libye est à son tour touchée par le Printemps arabe, et Kadhafi doit faire face à une révolte populaire, qui démarrent en Cyrénaïque, région historiquement rétive à son autorité.

### 2012-2016: le Congrès général national
À la suite des premières élections législatives depuis la « libération » du pays, le Congrès général national de 200 membres est investi et élit son président qui sera chef de l'État de facto. Les membres du Congrès général national soutiendront le gouvernement et le Conseil présidentiel installés par l'ONU en 2016.

### 2014-2021: la Chambre des représentants
En juin 2014, les élections législatives recueillent moins de 30 % de participation. En août, le gouvernement et la Chambre des représentants, le parlement nouvellement élu — qui doit remplacer le Congrès général national mais que les islamistes, battus aux élections, boycottent — déménagent à Tobrouk, à plus de 1 000 km de la capitale libyenne jugée trop dangereuse. Quelques semaines plus tard, la coalition Aube de la Libye (Fajr Libya) formée par les groupes islamistes, prend le contrôle de Tripoli et reforme le Congrès général national. Deux gouvernements se disputent alors la légitimité : celui de la Chambre des représentants, à Tobrouk, et celui du Congrès général national, à Tripoli. Le gouvernement de Tobrouk est cependant le seul à être reconnu par la communauté internationale de 2014 à 2016.

### 2016-2021: premier Conseil présidentiel
Face à l'urgence de la situation en Libye, et à la progression de l'État islamique, la communauté internationale pousse à la formation d'un nouveau gouvernement. Après plusieurs mois de négociations, Fayez el-Sarraj forme officiellement, le 12 mars 2016, un gouvernement d'union nationale, initialement rejeté par les parlements de Tripoli et de Tobrouk. Grâce au soutien des Occidentaux, ce gouvernement peut s'installer fin mars à Tripoli ; il obtient ensuite un vote favorable des parlementaires de Tobrouk, et installe progressivement son autorité.
À l'issue d'une rencontre le 25 juillet 2017 entre le Premier ministre Fayez el-Sarraj issu du gouvernement d'entente nationale et le chef de l'Armée nationale libyenne Khalifa Haftar à La-Celle-Saint-Cloud, le président de la République française Emmanuel Macron annonce qu'un accord a été trouvé pour l'organisation d’élections dans le pays au « printemps ».

### Depuis 2021: deuxième Conseil présidentiel
Le 5 janvier 2021, les différentes parties du conflit en Libye s'accordent lors du Forum de dialogue politique parrainé par l'ONU sur un nouveau conseil présidentiel dirigé par Mohamed Menfi et un nouveau gouvernement dirigé par Abdel Hamid Dbeibah afin d'organiser une élection présidentielle et des élections législatives le 24 décembre 2021.
Le 21 septembre 2021, il fait face à une motion de censure votée par 89 députés sur les 113 présents.
En novembre 2021, Abdel Hamid Dbeibah présente sa candidature à l'élection présidentielle avortée de décembre.
La Chambre des représentants annonce son remplacement pour le 8 février 2022.
Candidat au poste de Premier ministre, Fathi Bachagha est élu le 10 février 2022 par le Parlement. Abdel Hamid Dbeibah, qui occupe alors les fonctions, refuse cependant de quitter le pouvoir, estimant que son mandat court jusqu'en juin 2022 et qu'il ne transférera le pouvoir qu'à un exécutif élu. Bachagha reçoit le soutien de l'Armée nationale libyenne de Khalifa Haftar tandis que Dbeibah demeure reconnu par l'ONU.
Disposant de deux semaines pour former son gouvernement, il obtient la confiance de la Chambre des représentants le 1er mars mais Dbeibah refuse de lui céder le pouvoir, estimant que le quorum n'a pas été atteint et que des fraudes ont eu lieu. Il prête serment le 3 mars, mais deux ministres sont absents, celui de la Culture et celui des Affaires étrangères, qui ont été enlevés.
Le 17 mai, il tente un coup de force en entrant dans la capitale. De nouveaux affrontements éclatent alors entre milices rivales et après plusieurs heures d'échange de tirs, Bachagha annonce avoir « quitté Tripoli pour préserver la sécurité (...) des citoyens ». Il se replie alors sur Syrte.

## Synthèse
- Institutions unifiées
- Gouvernement de Tripoli
- Gouvernement de Tobrouk

| Nom de l'entité | Nom de l'entité                | Dates de revendication          | Reconnaissance internationale   | Chef de l'État                                                                                                 | Chef du gouvernement                                                                                               | Parlement |
| --------------- | ------------------------------ | ------------------------------- | ------------------------------- | --- | --- | --- |
|                 | Conseil national de transition | 27 février 2011 - 8 août 2012   | 27 février 2011 - 8 août 2012   | - Moustafa Abdel Jalil                                                                                         | - Mahmoud Jibril - Ali Tarhouni (intérim) - Abdel Rahim Al-Kib                                                     | Conseil de 47 membres. |
|                 | Congrès général national       | 8 août 2012 - 5 avril 2016      | 8 août 2012 - 4 août 2014       | - Mohammed Ali Salim (intérim) - Mohamed Youssef el-Megaryef - Giuma Ahmed Atigha (intérim) - Nouri Bousahmein | - Abdel Rahim al-Kib - Ali Zeidan - Ahmed Miitig - Abdallah al-Thani (intérim) - Omar al-Hassi - Khalifa al-Ghowel | Congrès général national |
|                 | Congrès général national       | 8 août 2012 - 5 avril 2016      | 8 août 2012 - 4 août 2014       | - Mohammed Ali Salim (intérim) - Mohamed Youssef el-Megaryef - Giuma Ahmed Atigha (intérim) - Nouri Bousahmein | - Abdel Rahim al-Kib - Ali Zeidan - Ahmed Miitig - Abdallah al-Thani (intérim) - Omar al-Hassi - Khalifa al-Ghowel | Congrès général national |
|                 | Chambre des représentants      | 4 août 2014 - 10 mars 2021      | 4 août 2014 - 17 décembre 2015  | - Abou Bakr Baïra (intérim) - Aguila Salah Issa                                                                | - Abdallah al-Thani                                                                                                | Parlement de Libye : - Chambre haute : Haut conseil d'État (depuis 2016) - Chambre basse : Chambre des représentants (depuis 2014) |
|                 | Conseil présidentiel de 2015   | 17 décembre 2015 - 10 mars 2021 | 17 décembre 2015 - 10 mars 2021 | Fayez el-Sarraj                                                                                                | Fayez el-Sarraj | Parlement de Libye : - Chambre haute : Haut conseil d'État (depuis 2016) - Chambre basse : Chambre des représentants (depuis 2014) |
|                 | Conseil présidentiel de 2021   | Depuis le 10 mars 2021          | Depuis le 10 mars 2021          | - Mohamed Menfi                                                                                                | - Abdulhamid Dbeibeh - Fathi Bachagha (contesté)                                                                   | Parlement de Libye : - Chambre haute : Haut conseil d'État (depuis 2016) - Chambre basse : Chambre des représentants (depuis 2014) |